# Mossvättespindel
Mossvättespindel (Porrhomma pallidum) är en spindelart som beskrevs av Jackson 1913. Mossvättespindel ingår i släktet Porrhomma och familjen täckvävarspindlar. Arten är reproducerande i Sverige. Utöver nominatformen finns också underarten P. p. affinis.